# Чжан Юйфэн
Чжан Юйфэн (род. 9 января 1945, Муданьцзян, Хэйлунцзян) — конфиденциальный секретарь и фаворитка Мао Цзэдуна в последние годы его жизни.

## Биография
Родилась 9 января 1945 (по восточному счёту 26 ноября 1944) в бедной семье в Маньчжоу-го. Её отец был торговцем, по другим сведениям железнодорожным служащим. Семья состояла из восьми детей, и Чжан Юйфэн была среди них четвёртой. Окончила начальную школу (6 классов). Она стала работать проводницей на железной дороге Муданьцзян — Пекин в 14 лет. В 1963 она приступила к работе проводницей в личном поезде председателя Мао. По данным российского китаиста А. В. Панцова знакомство Мао с Чжан произошло в конце 1962 года:662.

Наивная и застенчивая, как многие молоденькие китаянки, она в то же время обладала очень твёрдым характером, была сообразительна и остра на язык. А главное — поразительно красива!:662
 Чжан Юйфэн председателю Мао представил начальник его охраны Ван Дунсин:418. После первого знакомства начальник охраны спросил Мао, не хочет ли он, чтобы товарищ Чжан обслуживала его купе. Мао кивнул. После этого очень быстро произошло их сближение:662.
Чжан Юйфэн сопровождала Мао в разъездах по стране, и вскоре она стала его доверенным секретарем и, как сообщают многие и западные, и китайские СМИ, стала играть роль его основной сожительницы. Мао так отзывался о Сяо Чжан («Маленькой Чжан», как называли новую пассию в его окружении):

Товарищ Чжан Юйфэн работает добросовестно, со всей тщательностью выполняет свои обязанности. Она просто потомок Чжан Фэя, этого «Летающего Чжана»; её только выпусти, и она тут же полетит.

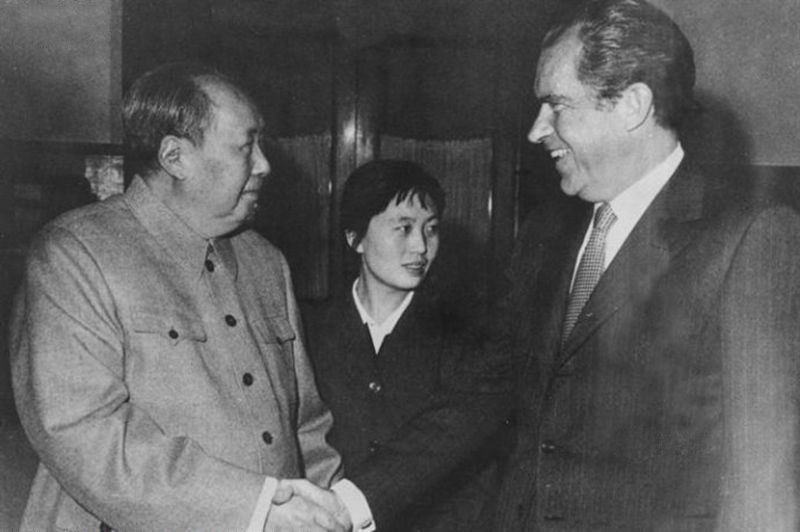
Мао Цзэдун, Чжан Юйфэн и Р. Никсон. 1972

В разгар культурной революции, в середине 60-х свободное время Мао проводил в окружении многочисленных семнадцати-, восемнадцатилетних девушек, время от времени возвращаясь к Чжан Юйфэн:683. По мнению французского синолога Алена Ру, до 1970 года Мао относился к Чжан Юйфен не без подозрений, так как он узнал, что её настоящий отец, якобы, был японским дантистом, а не китайским железнодорожником, и допускал, что она может оказаться шпионкой и получать деньги от японцев:1062. Но в 1970 году её назначили секретарем Мао по вопросам быта. С этого момента она постоянно сопровождала Мао. Чжан поддерживала (в том числе и в буквальном смысле) Председателя во время его исторической встречи с Никсоном:717. К 1973 Чжан Юйфэн превратилась в главного посредника между Мао и остальным миром. Даже официальная жена председателя Цзян Цин не могла посетить мужа без разрешения Чжан, был случай, когда Сяо Чжан не пустила к председателю Чжоу Эньлая:725.
У председателя развивалась болезнь Лу Герига, боковой амиотрофический склероз. В это время особо возрос политический вес «Сяо Чжан» оттого, что речь Мао из-за болезни стала совсем неразборчивой, и только Чжан хорошо его понимала:722. В 1974 году Мао уже не мог глотать твёрдую пищу, и Чжан кормила тяжело больного председателя куриным и мясным бульоном:726. К лету 1974 года самочувствие председателя столь ухудшилось, что Чжан была способна его понимать «по движению губ и … жестикуляции»:727. В конце 1974 года Чжан Юйфэн была официально назначена «секретарём Председателя по особо важным и конфиденциальным поручениям». Она строго контролировала и ограничивала доступ к Мао. Цзян Цин, которая во внутрипартийной борьбе остро нуждалась в поддержке Мао, пыталась задобрить Маленькую Чжан, но потерпела неудачу.
После смерти Мао Центральный исторический архив Китая предложил Чжан высокую должность. Но по её личному желанию она вернулась в Министерство путей сообщения, откуда вышла на пенсию в 2004 году как ветеран данной службы. В настоящее время, в основном, занимается научно-исследовательской работой, составила сводку «Мао Цзэдун и книги» 24 тома, всего 50 миллионов слов.
Предполагают, что именно Чжан Юйфэн не позволила Цзян Цин после смерти Мао овладеть его архивом, содержавшим большое количество компромата на всё высшее руководство КПК. Знающая все тонкости последних лет жизни Мао Чжан Юйфэн выступала важным свидетелем на судебном процессе по делу «банды четырёх», включая Цзян Цин.
В течение трёх лет Чжан Юйфэн писала мемуары, которые составили более восьмисот тысяч слов, их предварительное название «Воспоминания о годах, проведённых на стуле рядом». После четырёхмесячного изучения Центральный отдел пропаганды, Исследовательский центр Мао Цзэдуна и другие учреждения пришли к окончательному решению: книга не должна быть опубликована. Кроме того, дочь и племянник Мао выступили решительно против, по их мнению содержание может подорвать имидж Председателя.
В настоящее время Чжан Юйфэн совместно с Ли На, дочерью Мао и Цзян Цин, владеет рестораном «Мао цзя цай» («Блюда из меню семьи Мао»).

## Семья
Её отец был сотрудником Муданьцзянского железнодорожного бюро.
- Сын? — Чжан Наньцзы (р. 1963), сын от Мао Цзэдуна. Предполагают, что приставив к нему кормилицу, его отправили в Юйцюаньшань, пригород Пекина, где, как считается, находятся ясли и детский сад для внебрачных детей китайской элиты. Однако китайские источники утверждают, что слухи о сыне Чжан Юйфэн от Мао являются не более, чем слухами.

- Муж — Лю Айминь, в 1967, следуя указаниям Председателя, Чжан вышла замуж за бойца охраны Чжуннаньхая, родом также из Северо-Восточного Китая[1], имеет двух дочерей.
  - Дочь — имя ? (р. 1972), выехала в США, чтобы получить докторскую степень в области образования и осталась там[11].
  - Дочь — имя ?, врач-гинеколог и акушер[11].

## Воспоминания
- Чжан Юйфэн. Несколько штрихов к картине последних лет жизни Мао Цзэдуна, Чжоу Эньлая